# Hemileccinum
Hemileccinum ist eine Pilzgattung aus der Familie der Dickröhrlingsverwandten (Boletaceae). Die Arten der Gattung waren bis vor einigen Jahren Bestandteil der Filzröhrlinge (Xerocomus) bzw. Dickröhrlinge (Boletus), wurden aber vor allem aufgrund neuer verwandtschaftlicher Erkenntnisse in eine neue Gattung gestellt.
Die Typusart ist der Fahle Röhrling (Hemileccinum impolitum).

## Merkmale

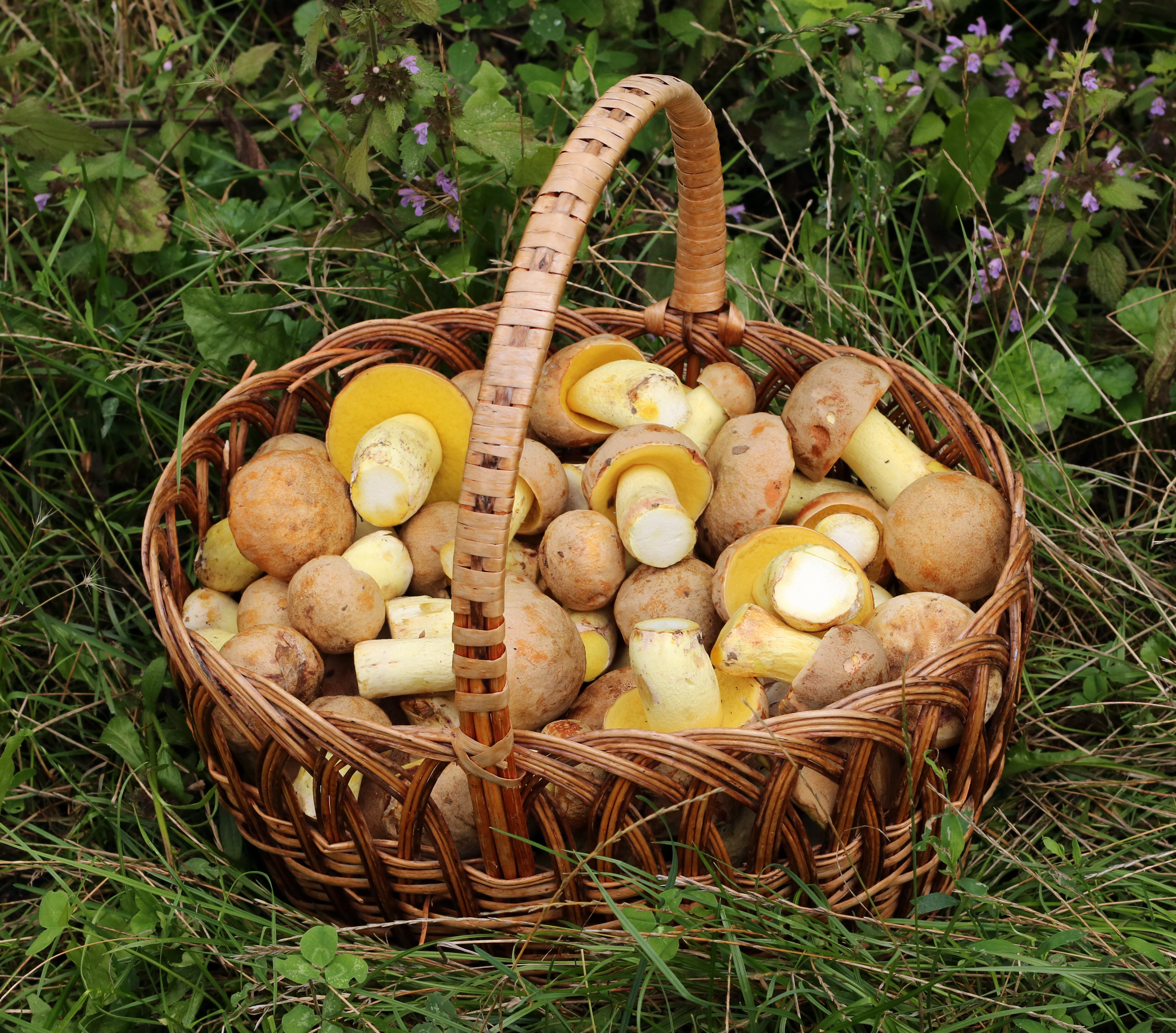
Sammelerfolg in der Ukraine. In Mitteleuropa ist der Fahle Röhrling selten, aber standorttreu und oft mit mehreren Fruchtkörpern anzutreffen.

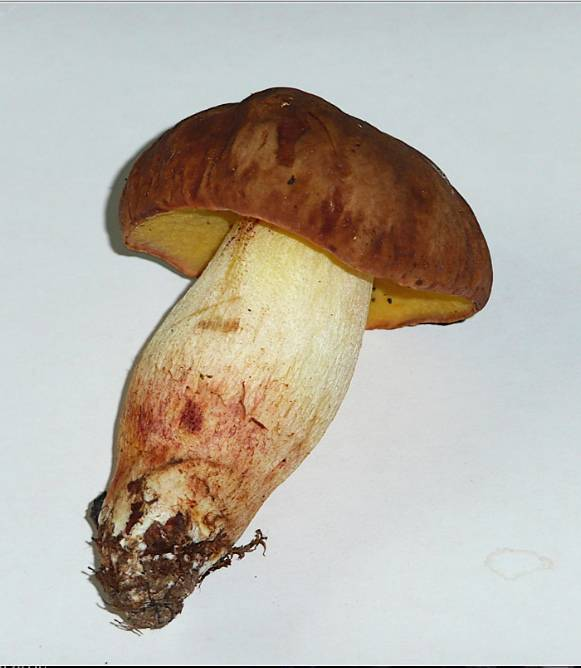
Der Stiel des Gefleckthütigen Röhrlings ist ähnlich einer Leccinum-Art mit abstehenden Schüppchen bekleidet.

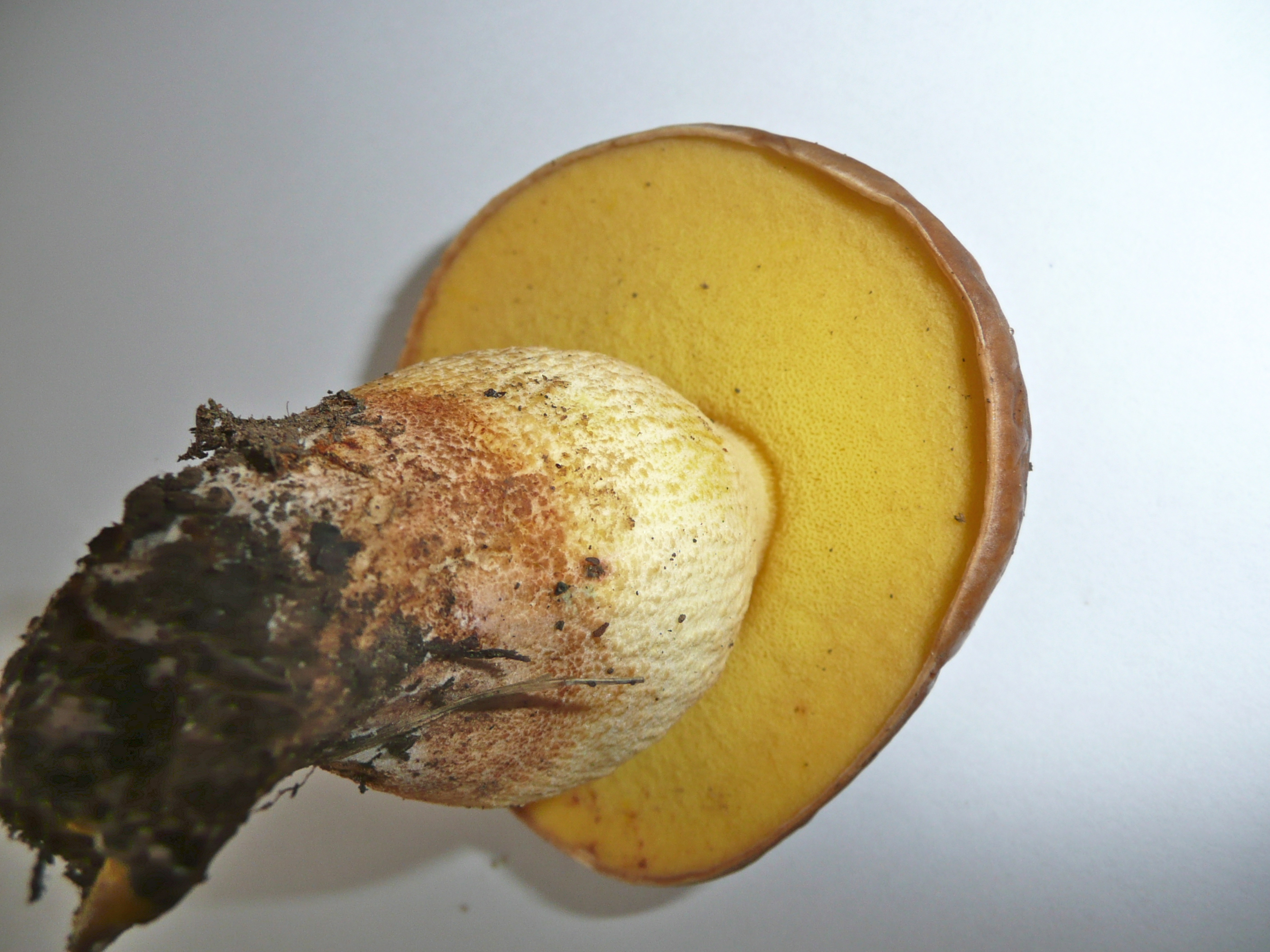
Blick auf die gelbe Röhrenschicht des Gefleckthütigen Röhrlings

Die mittel- bis relativ großen Fruchtkörper sind in Hut und Stiel gegliedert. Das allgemeine Erscheinungsbild erinnert teilweise an einige Arten aus der Gattung Leccinellum, wie z. B. den Gelbporigen Raufuß (Leccinellum crocipodium), und zum Teil an einige Vertreter der Dickröhrlinge.

### Hut
Die Hutdeckschicht (HDS) setzt sich aus zwei ziemlich verschiedenen Varianten eines Trichoderms zusammen. Das Trichoderm des Fahlen Röhrlings (H. impolitum) besteht aus zylindrischen, fadenförmigen Hyphen und nur eine kleine Anzahl von Endzellen ist ganz an der Spitze etwas erweitert. In späten Stadien kollabieren die trichodermalen Hyphen mehr oder weniger. Beim Gefleckthütigen Röhrling (H. depilatum) erfährt die HDS während der Entwicklung eine auffällige Veränderung. Im Anfangsstadium besteht sie aus zwei Schichten: Die obere Schicht ist ein Trichoderm aus lose miteinander verknüpften, fädigen Hyphen und die untere Schicht enthält Hyphen, die mehr sattelförmig und viel dichter angeordnet sind. In diesem Stadium sieht die Hutoberfläche fein filzig aus. Sie verkahlt jedoch bald, sowie die fädigen Hyphen der trichodermal aufgebauten Oberschicht weggewaschen werden und vollständig verschwinden. Schließlich besteht die Hutoberfläche nur noch aus der Schicht, die zuvor die untere Schicht bildete. Die Hyphen dieser Schicht verbreitern sich allmählich mehr oder weniger aufgeblasen, sodass die HDS schließlich oft wie ein Subepithelium mit überwiegend elliptischen bis subglobosen Zellen aussieht. Die makrochemische Farbreaktion der Hutoberfläche mit Ammoniakdämpfen ist violett.

### Röhren
Die Röhren sind um die Stielspitze herum ausgebuchtet angewachsen, manchmal fast frei und erreichen im Alter eine Länge von zu 20(–30) mm. Sie haben jung eine hellgelbe bis tief gelbe und später eine oliv-gelbe Farbe. Die gleichfarbigen Poren bzw. Röhrenmündungen sind im Alter rundlich und winzig – der Durchmesser liegt ungefähr zwischen 0,5 und 1 mm. Die Röhren und Poren bleiben auf Druck unverändert. Die voll entwickelte Röhrentrama jüngerer Fruchtkörper ist dickröhrlingsartig aufgebaut. Davon abweichend sind die äußeren Schichten gelatinös und bestehen aus deutlich voneinander entfernten Hyphen. Bei Präparaten in Kongorot ist ein auffälliger Farbkontrast zwischen den Schichten der Trama zu erkennen: Die innere Schicht ist tief rot angefärbt, wohingegen die äußere Schichten mit den Hyphen, die in eine hyaline und gelatinöse Substanz eingebettet sind, recht blass bleiben. Verstreut in der Fruchtschicht kommen spindelige bis flaschenförmige, glatte und dünnwandige Pleurozystiden vor. Die dickröhrlingsartig geformten Sporen sind fast spindelig oder spindelig-elliptisch und zeigen in Vorderansicht eine mehr oder weniger deutliche suprahilare Delle im Profil. Die Sporenoberfläche ist glatt. Der Sporenpulverabdruck hat eine oliv-braune Farbe.

### Stiel
Stiel relativ fleischig, fast zylindrisch, länglich keulenförmig oder länglich annähernd spindelig, bedeckt mit einer rauen Ornamentik ähnlich wie bei den Raustielröhrlingen mit dem einzigen Unterschied, dass die Stielschüppchen von Hemileccinum-Arten weniger auffällig sind, weil sie andauernd hell gefärbt oder nur leicht dunkel verfärben. Mit zunehmendem Alter kollabieren die Stielschüppchen gelegentlich, sodass bei einigen alten Fruchtkörpern die Stieloberfläche fast kahl zu sein scheint. Bis auf die Stielbasis ist die Stieloberfläche aus folgenden Schichten aufgebaut: Ein Caulohymenium mit vereinzelten, sporenproduzierenden Caulobasidien, ein Caulosubhymenium (das jedoch oft undeutlich ausgeprägt ist) und eine äußere, stielröhrlingsartige Stielrinde. Die Stielrinde ist nicht gelatinös, überwiegend sattelförmig angeordnet, während des Wachstums des Stiels bricht sie bald in charakteristische Hyphenbüschel auf, die in die Elemente des Caulohymeniums übergehen, in gut entwickelten Schüppchen bis zu 400(–640) Mikrometer dick. Das Stielfleisch besteht aus dicht und längs angeordneten Hyphen. Die Oberfläche der Stielbasis ist steril und mit einem Myzelfilz aus wirren, fädigen Hyphen bedeckt. Das Basalmyzel ist weißlich oder gelblich, in manchen Fällen auch ocker oder bräunlich gefärbt. Am Stiel ist weder ein Teilvelum (Velum partiale) noch eine Riefung vorhanden.

### Fleisch
Das Fleisch hat eine gelbe, blass gelbliche oder weißliche Farbe, zeigt in der Stielbasis manchmal braune oder braun-rote Punkte und bleibt im Anschnitt unverändert. Es schmeckt mild und riecht für gewöhnlich unangenehm, im unteren Stielbereich teilweise an Iodoform erinnernd. Das Hyphensystem ist monomitisch aufgebaut. In den Fruchtkörpern konnten keine Schnallenverbindungen nachgewiesen werden.

## Gattungsabgrenzung
Entscheidende Merkmale zur Abgrenzung der Hemileccinum-Arten von den Filzröhrlingen und Rotfußröhrlingen nach Šutara:

### Abgrenzung von den Rotfußröhrlingen
|                 | Hemileccinum | Rotfußröhrlinge Xerocomellus                                                                                             |
| --------------- | --- | --- |
| Fruchtkörper    | größer und fleischiger; allgemeines Erscheinungsbild in der Mitte zwischen Dick- und Raufußröhrlingen                                                     | kleiner und schlanker als bei Hemileccinum-Arten; allgemeines Erscheinungsbild rotfußröhrlingsartig                      |
| Stieloberfläche | schuppig, mit hellen aber deutlichen Schüppchen | sehr fein granuliert |
| Stielrinde      | raufußröhrlingsartiger Typ, bis zu 400(–640) µm dick, in charakteristische Hyphenbüschel aufbrechend                                                      | fehlt oder stark reduziert, meist 30(–40) µm dick                                                                        |
| Hutdeckschicht  | im Anfangsstadium ein Trichoderm; später kollabieren die trichodermalen Hyphen teilweise oder der Aufbau wandelt sich vollständig zu einem Subepithelium. | im Anfangsstadium ein Palisadoderm                                                                                       |
| Poren           | kleiner als 1 mm, rundlich | voll entwickelt relativ groß, ca. 1–2,5 mm, eckig                                                                        |
| Röhren          | ausgewachsen bis zu 20(–30) mm lang, um den Stiel herum etwas ausgebuchtet, manchmal fast frei, nicht herablaufend                                        | höchstens 10(–14) mm lang, fast angewachsen oder um den Stiel herum etwas ausgebuchtet, mit einem Zahn kurz herablaufend |
| Röhrentrama     | dickröhrlingsartig | Struktur zwischen dickröhrlings- und blätterröhrlingsartigem Typ                                                         |

### Abgrenzung von den Filzröhrlingen
|                  | Hemileccinum | Filzröhrlinge Xerocomus |
| ---------------- | --- | --- |
| Sporenoberfläche | glatt | stäbchenförmig |
| Röhrentrama      | im voll entwickelten Stadium dickröhrlingsartig. Die Außenschicht ist gelatinös und besteht aus lose verwobenen, deutlich voneinander entfernten Hyphen. In Kongorot-Präparaten erscheint die Innenschicht tief rot, während die Außenschicht sehr hell gefärbt bleibt. | blätterröhrlingsartig. Die Äußere Schicht ist nicht gelatinös. Die dicht angeordneten Hyphen berühren sich gegenseitig fast oder ganz. In Kongorot-Präparaten ist die Innenschicht gleich oder fast gleich stark wie die äußere Schicht gefärbt. |
| Stieloberfläche  | schuppig | nicht schuppig |
| Stielrinde       | raufußröhrlingsartiger Typ, bis zu 400(–640) µm dick, in charakteristische Hyphenbüschel aufbrechend | nicht raufußröhrlingsartig, höchstens 80(–200) µm dick, nicht in Hyphenbüschel aufbrechend |
| Fruchtkörper     | Erscheinungsbild in der Mitte zwischen Dick- und Raufußröhrlingen | Erscheinungsbild filzröhrlingsartig |
| Poren            | rundlich und winzig, nicht größer als 1 mm | ausgewachsen eckig und relativ groß, ca. 1–3 mm |
| Röhren           | ausgewachsen bis zu 20(–30) mm lang, um die Stielspitze herum ausgebuchtet, häufig fast frei, nicht herablaufend | höchstens 15 mm lang, fast angewachsen oder etwas um den Stiel herum ausgebuchtet und mit einem Zahn herablaufend |

## Ökologie
Die Arten der Gattung Hemileccinum bilden Ektomykorrhiza mit Laubbäumen, insbesondere Buchen und Eichen, mit Abstand gefolgt von Hainbuchen und Linden.

## Arten
Weltweit werden drei Taxa angegeben, von denen zwei in Europa vorkommen:
| Deutscher Vernakularname | Wissenschaftlicher Name | Autorenzitat (Standard Form der Namenskürzel für Autoren gemäß IPNI) |
| ------------------------ | --- | --- |
| Gefleckthütiger Röhrling | Hemileccinum depilatum Basionym: Boletus depilatus Synonym: Boletus xanthoporus var. sanguineomaculatus Synonym: Boletus obsonium var. sanguineomaculatus Synonym: Leccinum depilatum Synonym: Boletus depilatus f. depilatus Synonym: Boletus depilatus f. sanguineomaculatus Synonym: Xerocomus depilatus Synonym: Hemileccinum depilatum f. depilatum Synonym: Hemileccinum depilatum f. sanguineomaculatum             | (Redeuilh) Šutara 2008 Redeuilh 1986 [1985] Krombh. 1846 (Krombh.) J. Blum 1970 (Redeuilh) Šutara 1989 (Krombh.) Klofac und Krisai 1992 (Redeuilh) Manfr. Binder & Besl 2000 (Krombh.) Klofac & Krisai 2016 |
| Fahler Röhrling          | Hemileccinum impolitum Basionym: Boletus impolitus Synonym: Boletus suspectus Synonym: Tubiporus impolitus Synonym: Versipellis fragrans var. impolita Synonym: Versipellis impolita Synonym: Xerocomus impolitus Synonym: Leccinum impolitum | (Fr.) Šutara 2008 Fr. 1838 [1836-1838] Krombh. 1836 (Fr.) P. Karst. 1882 (Fr.) Quél. 1886 (Fr.) Quél. 1886 (Fr.) Quél. 1888 (Fr.) Bertault 1980                                                             |
|                          | Hemileccinum subglabripes Basionym: Boletus subglabripes Synonym in der Form eines jüngeren Homonyms: Boletus flavipes Synonym: Boletus subglabripes var. subglabripes Synonym: Suillus subglabripes Synonym: Ceriomyces subglabripes Synonym: Krombholzia subscabripes Synonym: Krombholzia subglabripes Synonym: Leccinum subglabripes Synonym: Leccinum subglabripes var. subglabripes Synonym: Pulveroboletus flavipes | (Peck) Halling 2015 Peck 1889 Peck 1887 [1886], non Berk. 1854 (Peck) Kuntze 1898 (Peck) Murrill 1909 (Peck) Singer 1938 (Peck) Singer 1942 (Peck) Singer 1945 E. Horak 1980                                |